# Mexx Meerdink
Mexx Meerdink (Winterswijk, 24 luglio 2003) è un calciatore olandese, attaccante dell'AZ Alkmaar.

## Biografia
Anche suo padre Martijn è stato un calciatore professionista.

## Carriera
Cresciuto nel settore giovanile dell'AZ Alkmaar, il 5 aprile 2022 firma il suo primo contratto professionistico con i Kaaskoppen, di durata quinquennale. Il 7 marzo 2023 debutta in prima squadra, in occasione dell'incontro di Conference League vinto per 1-2 contro la Lazio, subentrando al minuto 83' a Vaggelīs Paulidīs. Il 19 marzo successivo debutta anche in Eredivisie, disputando l'incontro perso per 2-1 contro il Twente.
Nel corso della stagione conquista inoltre il titolo di capocannoniere della UEFA Youth League 2022-2023, competizione che viene peraltro vinta dalla sua squadra.

## Statistiche

### Presenze e reti nei club
Statistiche aggiornate al 24 aprile 2023.
| Stagione               | Squadra                | Campionato             | Campionato | Campionato | Coppe nazionali | Coppe nazionali | Coppe nazionali | Coppe continentali | Coppe continentali | Coppe continentali | Altre coppe | Altre coppe | Altre coppe | Totale | Totale |
| Stagione               | Squadra                | Comp                   | Pres       | Reti       | Comp            | Pres            | Reti            | Comp               | Pres               | Reti               | Comp        | Pres        | Reti        | Pres   | Reti   |
| ---------------------- | ---------------------- | ---------------------- | ---------- | ---------- | --------------- | --------------- | --------------- | ------------------ | ------------------ | ------------------ | ----------- | ----------- | ----------- | ------ | ------ |
| 2021-2022              | Jong AZ Alkmaar        | 1D                     | 16         | 2          |                 | -               | -               |                    | -                  | -                  |             | -           | -           | 16     | 2      |
| 2022-2023              | Jong AZ Alkmaar        | 1D                     | 17         | 8          |                 | -               | -               |                    | -                  | -                  |             | -           | -           | 17     | 8      |
| Totale Jong AZ Alkmaar | Totale Jong AZ Alkmaar | Totale Jong AZ Alkmaar | 33         | 10         |                 | -               | -               |                    | -                  | -                  |             | -           | -           | 33     | 10     |
| 2022-2023              | AZ Alkmaar             | ED                     | 4          | 0          | CO              | 0               | 0               | UECL               | 2                  | 0                  |             | -           | -           | 6      | 0      |
| Totale carriera        | Totale carriera        | Totale carriera        | 37         | 10         |                 | 0               | 0               |                    | 2                  | 0                  |             | -           | -           | 39     | 10     |

## Palmarès

### Club

#### Competizioni giovanili
- UEFA Youth League: 1

AZ Alkmaar: 2022-2023

### Individuale
- Capocannoniere della UEFA Youth League: 1

2022-2023 (9 reti, ex aequo con Bilal Mazhar)